# Battaglia di Vienna (Virginia)
La battaglia di Vienna (Virginia) è stata un episodio della prima fase guerra di secessione americana.
Qualche mese dopo l'inizio della guerra civile, nel tentativo di espandere e proteggere il controllo nordista nella parte settentrionale della Virginia, il comando dell'esercito dell'Unione decise di occupare la città di Vienna (Virginia).
Il 17 giugno 1861 una forza confederata guidata dal colonnello Gregg lasciò Fairfax e raggiunse Vienna.
Ne nacque uno scontro a seguito del quale i nordisti furono costretti a ritirarsi.